# Saint-Sylvestre-sur-Lot

Saint-Sylvestre-sur-Lot este o comună în departamentul Lot-et-Garonne din sud-vestul Franței. În 2009 avea o populație de 2.235 de locuitori.

## Evoluția populației
| An        | 1975  | 1982  | 1990  | 1999  | 2006  | 2009  |
| --------- | ----- | ----- | ----- | ----- | ----- | ----- |
| Populație | 1.699 | 1.879 | 2.040 | 2.060 | 2.180 | 2.235 |